# Ingegneria della sicurezza informatica
L'ingegneria della sicurezza informatica è una disciplina tecnologica focalizzata sulla protezione di sistemi, reti e dati da accessi non autorizzati, attacchi informatici e altre attività malevole. Essa applica i principi dell'ingegneria alla progettazione, implementazione, manutenzione e valutazione di sistemi sicuri, garantendo l'integrità, la riservatezza e la disponibilità delle informazioni.
Dato l'aumento dei costi dei crimini informatici, che ora ammontano a migliaia di miliardi di dollari in perdite economiche globali ogni anno, le aziende sono alla ricerca di ingegneri della sicurezza informatica per proteggere i propri dati, ridurre i potenziali danni e rafforzare i loro sistemi di sicurezza difensivi.

## Storia
L'ingegneria della sicurezza informatica ha iniziato a delinearsi come un campo distinto negli anni '70, parallelamente alla crescita delle reti di computer e di Internet. Inizialmente, gli sforzi per la sicurezza si concentravano sulla protezione fisica, come la salvaguardia dei mainframe e la limitazione dell'accesso alle aree sensibili. Tuttavia, man mano che i sistemi diventavano più interconnessi, la sicurezza digitale ha acquisito maggiore importanza.
Negli anni '70, l'introduzione dei primi sistemi crittografici a chiave pubblica, come l'algoritmo RSA, rappresentò una pietra miliare significativa, consentendo comunicazioni sicure tra parti che non condividevano un segreto precedentemente stabilito. Durante gli anni '80, l'espansione delle reti locali (LAN) e l'emergere di sistemi operativi multiutente, come UNIX, evidenziarono la necessità di controlli di accesso e audit di sistema più sofisticati.

### Internet e il consolidamento delle pratiche di sicurezza
Negli anni '90, l'ascesa di Internet, parallelamente all'avvento del World Wide Web (WWW), portò nuove sfide alla sicurezza informatica. L'emergere di virus, worm e attacchi Denial-of-Service distribuiti (DDoS) richiese lo sviluppo di nuove tecniche difensive, come firewall e software antivirus. Questo periodo segnò il consolidamento del concetto di sicurezza delle informazioni, che iniziò a includere non solo protezioni tecniche, ma anche politiche e pratiche organizzative per la mitigazione del rischio.

### Era moderna e progressi tecnologici
Nel 21º secolo, il campo dell'ingegneria della sicurezza informatica si è ampliato per affrontare minacce sofisticate, tra cui attacchi organizzati da stati, ransomware e phishing. Concetti come l'architettura di sicurezza a più livelli e l'uso dell'intelligenza artificiale per la rilevazione delle minacce sono diventati cruciali. L'integrazione di framework come il NIST Cybersecurity Framework ha enfatizzato la necessità di un approccio completo che includa difesa tecnica, prevenzione, risposta e ripristino in caso di incidente. Da allora, l'ingegneria della sicurezza informatica si è estesa fino a comprendere aspetti tecnici, legali ed etici, riflettendo la crescente complessità del panorama delle minacce.

## Principi fondamentali
L'ingegneria della sicurezza informatica si fonda su diversi principi che sono essenziali per creare sistemi resilienti in grado di resistere e rispondere alle minacce informatiche.
- Gestione del rischio: implica l'identificazione, la valutazione e la definizione delle priorità dei potenziali rischi per orientare le decisioni in materia di sicurezza. Comprendendo la probabilità e l'impatto di varie minacce, le organizzazioni possono allocare le risorse in modo efficace, concentrandosi sulle vulnerabilità più critiche.[8][9]
- Difesa in profondità: promuove un approccio di sicurezza a più livelli, in cui vengono implementate molteplici misure di sicurezza a diversi livelli di un'organizzazione. Utilizzando controlli sovrapposti, come firewall, sistemi di rilevamento delle intrusioni e controlli di accesso, un'organizzazione può proteggersi meglio da diverse minacce.[10]
- Pratiche di codifica sicura: sottolinea l'importanza di sviluppare software tenendo presente la sicurezza. Tecniche come la convalida dell'input, una corretta gestione degli errori e l'uso di librerie sicure aiutano a minimizzare le vulnerabilità, riducendo così il rischio di sfruttamento in ambienti di produzione.
- Risposta e ripristino in caso di incidenti: per proteggersi efficacemente da potenziali violazioni della sicurezza, minimizzare i danni, velocizzare il ripristino dei sistemi e migliorare costantemente le proprie difese, le organizzazioni si affidano a protocolli di risposta predefiniti e strategie di ripristino, perfezionandoli costantemente sulla base dell'esperienza maturata con gli incidenti.[11][12]

## Aree chiave di interesse
L'ingegneria della sicurezza informatica opera in diverse aree chiave. Si inizia con l'architettura sicura, progettando sistemi e reti che integrano robuste funzionalità di sicurezza fin dalla base. Questo approccio proattivo aiuta a mitigare i rischi associati alle minacce informatiche. Durante la fase di progettazione, gli ingegneri si impegnano nella modellazione delle minacce per identificare potenziali vulnerabilità e minacce, consentendo loro di sviluppare contromisure efficaci e personalizzate per l'ambiente specifico. Questa strategia lungimirante assicura che la sicurezza sia integrata nell'infrastruttura piuttosto che aggiunta in un secondo momento come un ripensamento.
Il penetration testing è un'altra componente essenziale del loro lavoro. Simulando attacchi informatici, gli ingegneri possono valutare rigorosamente l'efficacia delle misure di sicurezza esistenti e scoprire le debolezze prima che attori malevoli le sfruttino. Questo approccio di test pratico non solo identifica le vulnerabilità, ma aiuta anche le organizzazioni a comprendere in modo più completo il loro panorama dei rischi.
Inoltre, gli ingegneri della sicurezza informatica garantiscono che i sistemi siano conformi agli standard normativi e di settore, come le linee guida ISO 27001 e NIST . La conformità è fondamentale non solo per l’aderenza alla legge, ma anche per stabilire un quadro di buone pratiche che migliorino la sicurezza complessiva.

## Tecnologie e strumenti

### Firewall e IDS/IPS
I firewall, siano essi hardware o software, sono componenti essenziali di un'infrastruttura di sicurezza informatica, in quanto agiscono come barriere che controllano il traffico di rete in entrata e in uscita in base a regole di sicurezza stabilite. Impedendo l'accesso non autorizzato, i firewall proteggono le reti da potenziali minacce. A completamento di ciò, i sistemi di rilevamento delle intrusioni (IDS) monitorano costantemente il traffico di rete per rilevare attività sospette, avvisando gli amministratori di potenziali violazioni. I sistemi di prevenzione delle intrusioni (IPS) migliorano queste misure non solo rilevando le minacce, ma anche bloccandole attivamente in tempo reale, creando una posizione di sicurezza più proattiva.

### Crittografia
La crittografia è un elemento fondamentale della protezione dei dati e si avvale di tecniche crittografiche sofisticate per proteggere le informazioni sensibili. Questo processo garantisce che i dati siano resi illeggibili agli utenti non autorizzati, salvaguardando sia i dati inattivi, come i file archiviati sui server, sia i dati in transito, come le informazioni inviate tramite Internet. Implementando protocolli di crittografia, le organizzazioni possono mantenere riservatezza e integrità, proteggendo le risorse critiche dalle minacce informatiche e dalle violazioni dei dati.

### Security Information and Event Management (SIEM)
I sistemi SIEM svolgono un ruolo cruciale nell'ingegneria della sicurezza informatica moderna, poiché aggregano e analizzano dati provenienti da diverse fonti nell'ambiente IT di un'organizzazione. Forniscono una panoramica completa degli avvisi e degli eventi di sicurezza, consentendo agli ingegneri della sicurezza informatica di rilevare anomalie e rispondere rapidamente agli incidenti. Correlando le informazioni provenienti da diversi dispositivi e applicazioni, gli strumenti SIEM migliorano la consapevolezza della situazione e supportano la conformità ai requisiti normativi.

### Strumenti di valutazione della vulnerabilità
Gli strumenti di valutazione della vulnerabilità sono essenziali per identificare e valutare le debolezze della sicurezza nei sistemi e nelle applicazioni. Questi strumenti eseguono scansioni approfondite per rilevare le vulnerabilità, classificandole in base alla gravità. Questa priorità consente agli ingegneri della sicurezza informatica di concentrarsi innanzitutto sulla risoluzione delle vulnerabilità più critiche, riducendo così l’esposizione al rischio dell’organizzazione e migliorando l’efficacia complessiva della sicurezza.

### Threat Detection and Response (TDR)
Le soluzioni TDR sfruttano analisi avanzate per analizzare grandi quantità di dati, individuando modelli che potrebbero indicare potenziali minacce. Strumenti come Security Information and Event Management (SIEM) e User and Entity Behavior Analytics (UEBA) forniscono informazioni in tempo reale sugli incidenti di sicurezza, consentendo alle organizzazioni di rispondere in modo efficace alle minacce prima che degenerino.

### Traffic control and Quality of Service (QoS)
Le misure di controllo del traffico nell'ingegneria della sicurezza informatica sono progettate per ottimizzare il flusso di dati all'interno delle reti, mitigando rischi quali gli attacchi Distributed Denial of Service (DDoS). Utilizzando tecnologie come i Web Application Firewall (WAF) e i bilanciatori di carico, le organizzazioni possono garantire una distribuzione del traffico sicura ed efficiente. Inoltre, l'implementazione di protocolli di qualità del servizio (QoS) dà priorità alle applicazioni e ai servizi critici, assicurando che mantengano l'integrità operativa anche di fronte a potenziali incidenti di sicurezza o conflitti di risorse.

### Endpoint detection and response (EDR) ed extended detection and response (XDR)
Gli strumenti EDR si concentrano sul monitoraggio e sull'analisi delle attività degli endpoint, come quelle sui laptop e sui dispositivi mobili, per rilevare le minacce in tempo reale. XDR amplia l'EDR integrando più prodotti di sicurezza, come strumenti di analisi di rete, offrendo una visione più completa dello stato di sicurezza di un'organizzazione. Questa visione completa aiuta a rilevare e mitigare precocemente le minacce in vari punti della rete.

## Norme e regolamenti
Diversi Paesi stabiliscono quadri legislativi che definiscono i requisiti per la protezione dei dati personali e la sicurezza delle informazioni nei diversi settori. Negli Stati Uniti, normative specifiche svolgono un ruolo fondamentale nella salvaguardia delle informazioni sensibili. L'Health Insurance Portability and Accountability Act (HIPAA) definisce rigorosi standard per la protezione delle informazioni sanitarie, assicurando che le organizzazioni sanitarie mantengano la riservatezza e l'integrità dei dati dei pazienti.
Il Sarbanes-Oxley Act (SOX) stabilisce requisiti di conformità volti a migliorare l’accuratezza e l’affidabilità della rendicontazione finanziaria e della governance aziendale, proteggendo così i dati aziendali. Inoltre, il Federal Information Security Management Act (FISMA) impone standard di sicurezza completi per le agenzie federali e i loro appaltatori, garantendo un approccio unificato alla sicurezza delle informazioni in tutto il settore governativo.
A livello globale, numerose altre normative affrontano la protezione dei dati, come il Regolamento generale sulla protezione dei dati (GDPR) nell’Unione Europea, che stabilisce uno standard elevato per la privacy dei dati e conferisce agli individui un maggiore controllo sulle proprie informazioni personali. Nel loro insieme, questi quadri contribuiscono a stabilire misure di sicurezza informatica efficaci e a promuovere le migliori pratiche in vari settori.